# Stefano il giovane
Stefano il giovane (Στέφανος ὁ νέος, Hagios Stephanos ho neos; Costantinopoli, 713/715 – Costantinopoli, 28 novembre 764) fu un monaco bizantino, convinto oppositore della politica iconoclasta dell'imperatore Costantino V.
Per questo venne ucciso nel 764 divenendo uno dei più importanti martiri dell'iconodulia. Nella Chiesa Ortodossa oltre al titolo di martire viene venerato anche come confessore. Importante fonte storica rimane la sua agiografia, Vita di santo Stefano il giovane.
Viene ricordato sia dalla Chiesa cattolica romana sia dalla Chiesa greco-ortodossa il 28 novembre.